# Odznaka honorowa „Zasłużony Funkcjonariusz Pożarnictwa”
Odznaka honorowa „Zasłużony Funkcjonariusz Pożarnictwa” – polskie odznaczenie resortowe okresu PRL ustanowione dekretem z 27 grudnia 1974 o służbie funkcjonariuszy pożarnictwa, jako nagroda dla funkcjonariuszy pożarnictwa za wybitne osiągnięcia w służbie.
Jego tryb nadawania oraz ustalenia jej wzoru i sposobu noszenia wprowadzono zarządzeniem Ministra Spraw Wewnętrznych z 27 lutego 1984.
Odznaka została zniesiona 1 stycznia 1992 wraz z Odznaką „Za Zasługi dla Ochrony Przeciwpożarowej”, zgodnie z ustawą z 24 sierpnia 1991 r. o Państwowej Straży Pożarnej, która wprowadziła nową Odznakę „Zasłużony dla Ochrony Przeciwpożarowej”.

## Opis odznaki
Odznaka ma formę medalu o średnicy 37 mm, wykonanego z metalu i w kolorze brązu patynowanego. Na awersie znajduje się profil funkcjonariusza pożarnictwa w hełmie na tle fragmentu godła państwowego. Po bokach postaci umieszczono pionowo stylizowane gałązki laurową i dębową. W otoku umieszczony został napis: ZASŁUŻONY FUNKCJONARIUSZ POŻARNICTWA. Pośrodku rewersu umieszczono trzywierszowy napis MINISTERSTWO / SPRAW / WEWNĘTRZNYCH. 
Odznaka jest zawieszona na ciemnoniebieskiej wstążce szerokości 37 mm, z czerwonymi paskami szer. 10 mm po brzegach. Odznakę noszono w kolejności po odznaczeniach państwowych.